# Al-wuṣla ilā l-habīb
Al-wuṣla ilā l-habīb fī waṣf aṭ-ṭayyabāt wa-ṭ-ṭīb (en árabe: الوصلة إلى الحبيب في وصف الطيب والطيب‎), traducido al español como Unión con el bienamado en la descripción de las delicias y los perfumes, es un libro de cocina del siglo XIII atribuido al historiador árabe Ibn al-ʿAdīm (1192–1262). Fue publicado en la ciudad de Alepo, e incluye una colección de  635 recetas. Se considera uno de los libros patrimoniales más importantes de la época ayubí, no solo para la gastronomía árabe medieval, sino también para otras disciplinas ya que incluye también preparaciones medicinales y farmacológicas, jabones, así como perfumería, salud, y la conservación y procesado de productos alimentarios y de otro tipo.
Es comúnmente abreviado como al-Wuṣla ilā l-Habīb (El vínculo con el amado). Este libro fue estudiado extensamente por Maxime Rodinson en el trabajo Recherches sur les documents arabes relatifs à la cuisine, de 1950. La edición traducida al inglés de 2017 se tituló Scents and Flavors: A Syrian Cookbook, reeditada en 2020.